# Wamba (roi)
Pour les articles homonymes, voir Wamba.
Wamba, né avant 633 et mort vers 688, est un roi wisigoth d'Hispanie et de Septimanie de 672 à 680.
Malgré un règne assez agité, le roi Wamba est considéré comme le dernier grand roi wisigoth ; son renversement marque le début de la fin de l'Hispanie wisigothe, minée par d'incessantes luttes intestines.

## Biographie

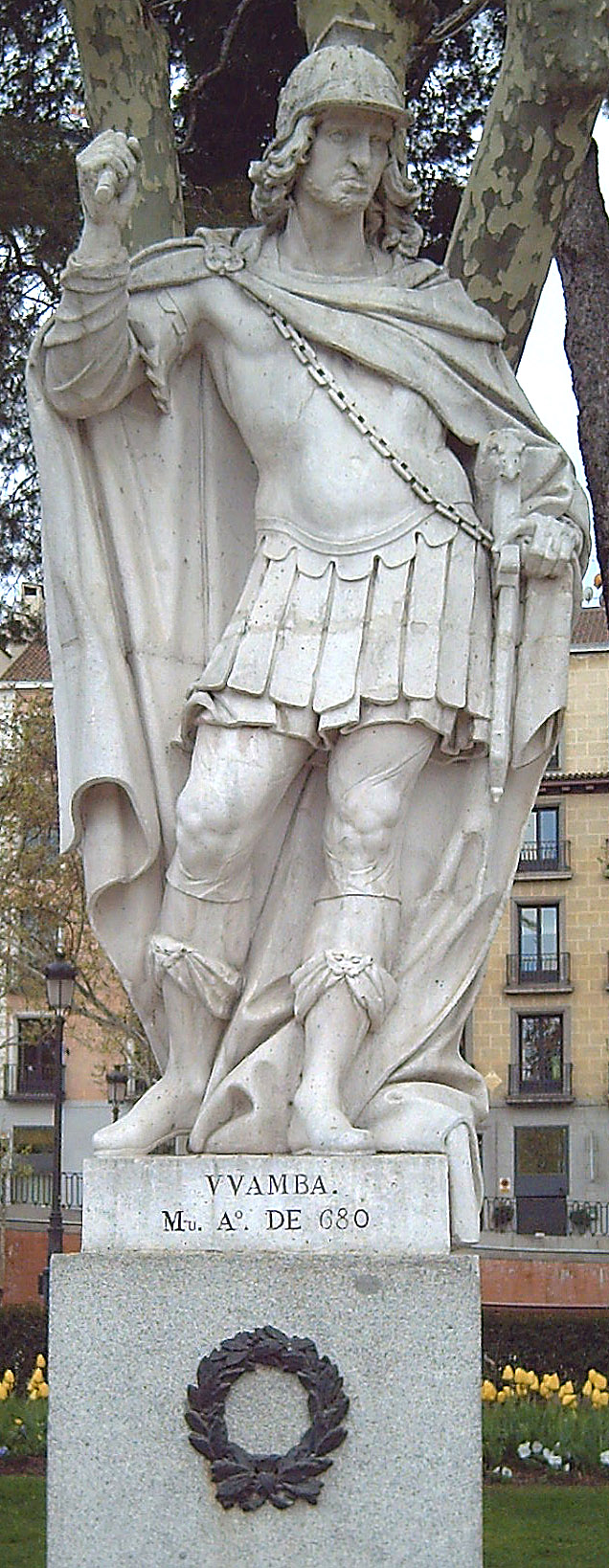
Statue à Madrid, par Alejandro Carnicero, 1750–1753.

### Élection
Wamba est probablement la même personne que cet « homme illustre » (vir illustris) de la cour royale (aula regia) du même nom chargé en 656 par le roi Réceswinthe (653–672) de rendre public le testament de saint Martin de Braga, lors du concile tenu dans cette ville. Selon Herwig Wolfram, son (sur)nom signifierait « le Ventru » en gotique.
Le 1er septembre 672, aux funérailles du roi Réceswinthe dans la région de Valladolid, au lieu-dit Gerticos (peut-être à Wamba), on remarque particulièrement Wamba, un noble d'un âge avancé qui versait des larmes sincères. Tout-à-coup, les assistants l'entourent, le proclament roi d'une voix unanime, protestent qu'ils n'en auront pas d'autre, et se jettent à ses pieds pour obtenir son consentement. Wamba résiste et objecte son âge avancé quand un noble se lève et lui dit : « si tu ne promets de consentir à nos vœux sache qu'à l'instant tu seras percé de nos épées ; tu ne sortiras d'ici que mort ou roi ». Le 21 septembre de la même année, Wamba est donc sacré à Tolède, capitale wisigothique, avec l'huile bénite répandue sur sa tête par l'archevêque Quiricius : il est le premier roi wisigoth et le premier roi d'origine « barbare » en Occident à être sacré de cette sorte, 82 ans avant Pépin le Bref, qui fera de même pour légitimer son pouvoir.

### Rébellion du duc Paul
Dès son avènement, Wamba dut réprimer une révolte vasconne et dut faire face en même temps à la révolte du comte goth Hildéric de Nîmes qui contestait son élection, soutenu notamment par l'évêque Gumild de Maguelonne ; en 673, il dut intervenir en personne en Septimanie pour combattre le duc Paul, qui s'était proclamé roi avec le soutien de partisans locaux, du duc goth de la Tarraconaise Ranosind, et de Childéric II, roi des Francs, qui lui envoya des troupes, franques et saxonnes.
Au cours de l'été 673, après avoir repris Tarragone, Barcelone, Gérone et Narbonne (qui fut attaquée simultanément par terre et par mer), il fut victorieux du duc rebelle qu'il assiégeait dans les arènes de Nîmes (transformées en forteresse wisigothe au Ve siècle) et l'obligea à capituler.

« C'est donc le 31 août 673 que les nôtres engagèrent le combat contre la ville de Nîmes. C'est le jour suivant, ler septembre, qu'ils pénétrèrent dans la ville. Et c'est le troisième jour, à savoir le 2 septembre, que l'usurpateur Paul, capturé d'une illustre manière, est définitivement vaincu. »

— Histoire du roi Wamba, Julien de Tolède
Avant de retourner à Tolède suivi d'une foule de prisonniers (dont le duc Paul, rituellement tondu et coiffé d'une couronne de cuir pour l'humilier), Wamba séjourna deux jours à Elne et s'occupa de régler les limites des diocèses de la Septimanie, sujet fréquent de divisions entre les évêques. Il profita également de sa présence dans la région pour ordonner le transfert des reliques de saint Antonin à Palencia.
De retour à Tolède, Wamba fit restaurer et renforcer les fortifications de la capitale wisigothique ; les murs d'enceinte réparés ou reconstruits furent percés de portes monumentales. Chacune de ces portes fut surmontée d'une tour qui portait une chapelle dédiée aux saints patrons et défenseurs de la cité royale.
Il tenta également de renforcer l'esprit militaire par deux lois qui rendaient, en cas d'invasion, le service personnel obligatoire pour tous, « sans distinction de race, d'état et de condition », y compris les ecclésiastiques, depuis l'évêque jusqu'au clerc, ce qui souleva une clameur générale.

### Politique religieuse
Concernant la politique religieuse du royaume, Wamba décide avec l'archevêque de Tolède Julien de Séville la disparition totale du judaïsme dans son royaume, faisant organiser l'enlèvement des enfants juifs pour les faire baptiser de force au christianisme nicéen et leur donner des noms chrétiens. Le roi est en effet proche de l'évêque de Tolède Julien, d'ailleurs l'auteur d'une Historia Rebellionis Pauli adversus Wambam, sources d'informations sur le règne du roi.
En 675, il convoque le XIe Concile de Tolède.
Son règne marque le début des raids musulmans dans le sud de la péninsule Ibérique. À une date inconnue, Wamba arme une escadrille qui anéantit 270 navires arabes qui croisaient en Méditerranée près d'Algésiras.

### Fin de règne

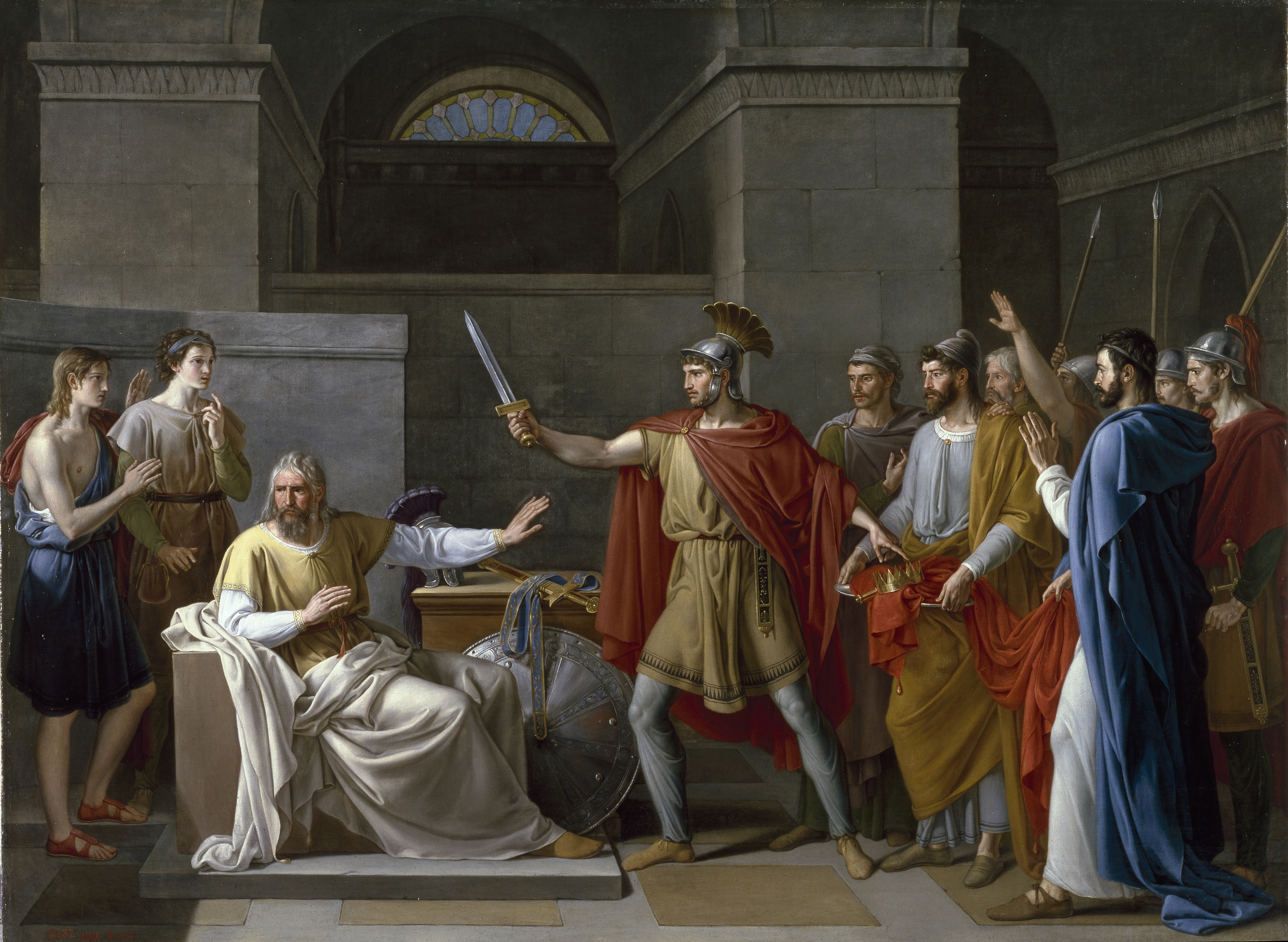
Wamba renonce à la couronne (Juan Antonio de Ribera, XVIIIe siècle).

De plus en plus contesté à la fin de son règne à cause de ses réformes militaires et religieuses, il est forcé d'abdiquer après être tombé malade (victime possible d'un empoisonnement), en octobre 680, au profit d'un noble, le comte Ervige. Les deux versions de la Chronique d'Alphonse III (Rotense et ad Sebastianum), rédigées deux siècles après les faits, accusent clairement Ervige d'avoir empoisonné le vieux roi Wamba pour s'emparer du pouvoir.
Il se retire dès lors dans un monastère de la région de Burgos (peut-être à Pampalica) en 681 et y meurt 7 ans plus tard selon une chronique rédigée vers 900. Inhumé à Pampalica, ses cendres seront transférées à Tolède au XIIIe siècle par le roi de Castille Alphonse le Sage ; placées dans une église située près de l'Alcazar, elles furent profanées par les troupes françaises au début du XIXe siècle, lors de la guerre d'indépendance espagnole.

## Légende de Gilles l'Ermite

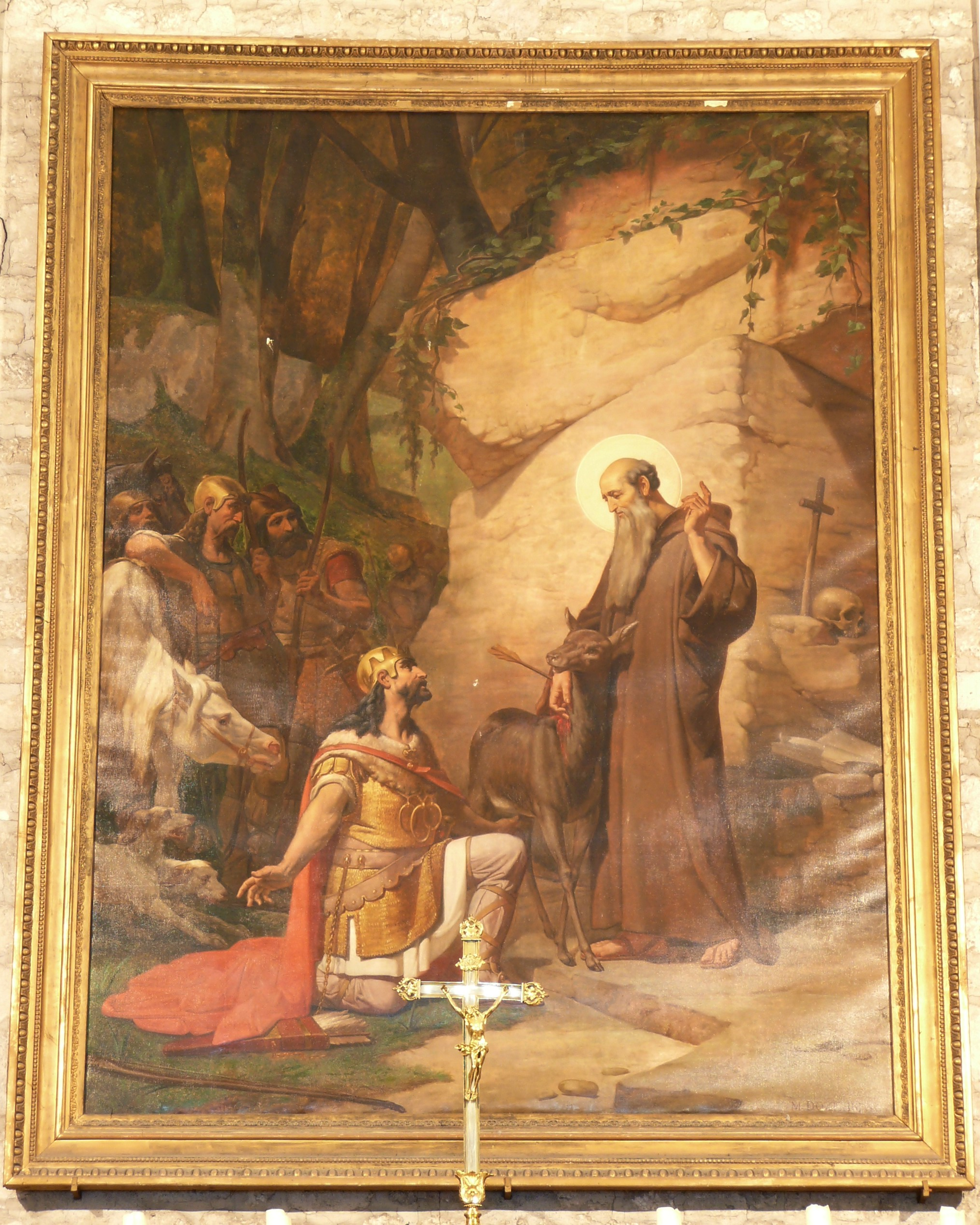
St Gilles et le roi Wamba, tableau de Melchior Doze.

Pendant le siège de Nîmes, les gens de la suite de Wamba étaient un jour à la chasse dans les forêts situées aux environs de la ville. Au cours de cette partie de chasse, poursuivie par la meute royale, une biche se réfugia dans une grotte auprès de son compagnon solitaire, Gilles l'Ermite. Les chasseurs découvrirent la grotte et furent frappés d'étonnement à la vue des austérités que cet ermite pratiquait dans sa retraite. Ils en firent aussitôt le rapport à Wamba qui alla à la rencontre de cet homme. Wamba découvrit alors l'ermite, blessé par la flèche d'un chasseur. Ému, le roi lui donna tout le territoire de cette forêt pour y bâtir un monastère.

## Lieux liés aux roi

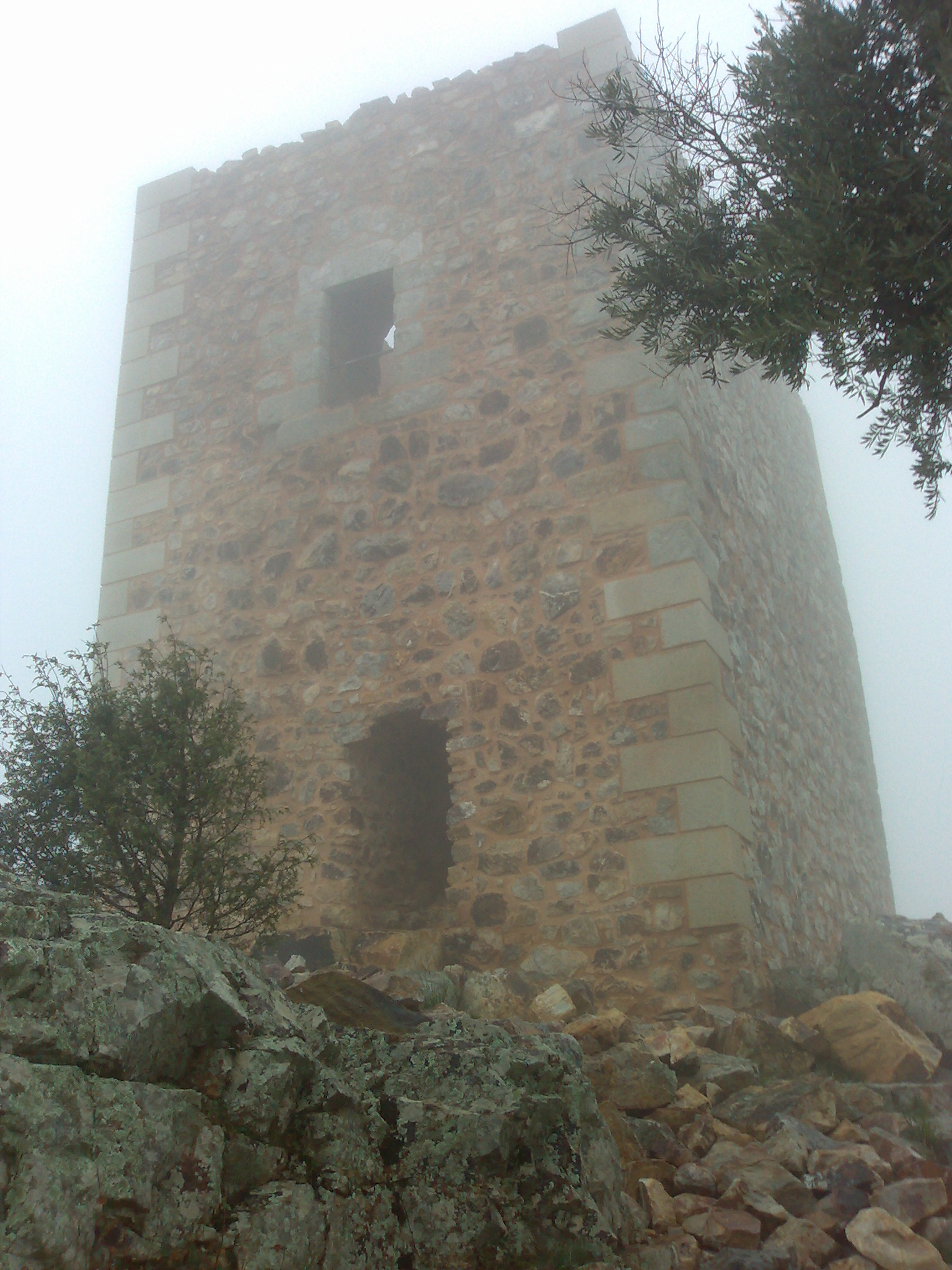
Tour du Roi Wamba.

- Un village du nord de l'Espagne porte le nom de ce roi, « Wamba » (unique ville espagnole dont le nom commence par la lettre « W ») ; situé à une quinzaine de kilomètres à l'ouest de Valladolid, ce village est probablement situé à l'emplacement d'un ancien haut-lieu wisigothique, lieu possible de l'élection de Wamba.
- Une tour de guet, située au-dessus du Tage, dans le lieu dit « As Portas de Rodao », à Vila Velha de Ródão (Portugal), porte le nom de « torre do Rei Wamba » (tour du Roi Wamba).
- Des sources décrivent le lieu de naissance de Wamba à Penamacor au Portugal district de Castelo Branco, non loin de l'actuelle frontière avec l'Espagne.

## Hommages
En Espagne, plusieurs rues portent son nom (Calle Wamba), notamment à Madrid, Valladolid et Pampliega.
Le 10 juillet 2009, le président de la députation provinciale de Valladolid, Ramiro Ruiz Medrano, inaugure dans la municipalité de Wamba une sculpture à l'effigie du roi wisigoth.
Une statue représentant Wamba, sculptée en pierre blanche par Alejandro Carnicero (en) entre 1750 et 1753, est située sur la Place de l'Orient à Madrid.

#### Sources anciennes
- Julien de Tolède, Historia rebellionis Pauli adversus Wambam.
- Julien de Tolède (trad. du latin par Olivier Rimbault, avec présentation et notes), Historia Wanbae Regis [« Histoire du roi Wamba »], Éd. Paléo, coll. « L'Encyclopédie médiévale », janvier 2011 (1re éd. 683-690), 278 p. (ISBN 978-2-84909-591-1, présentation en ligne).

#### Sources modernes
- Jules Tailhan, « Wamba », Anonyme de Cordoue. Chronique rimée des derniers rois de Tolède et de la conquête d'Espagne par les Arabes, éd. et annotée par Jules Tailhan, Paris, 1885, p. 98 (lire en ligne).
- Henri Leclercq, L'Espagne chrétienne, Paris, V. Lecoffre, 1906.
- (en) Edward A. Thompson, The Goths in Spain, Oxford, Clarendon Press, 1969.
- (en) Roger Collins, Visigothic Spain, 409–711, Oxford, Blackwell Publishing, 2004.